# Ployart-et-Vaurseine
Ployart-et-Vaurseine é uma comuna francesa na região administrativa de Altos da França, no departamento de Aisne. Estende-se por uma área de 4,93 km². Em 2010 a comuna tinha 21 habitantes (densidade: 4,3 hab./km²).